# لئونید چچونف
لئونید چچونف (به روسی: Леонид Чучунов؛ زادهٔ ۲۷ دسامبر ۱۹۷۴) کشتی‌گیر بازنشستهٔ اهل روسیه است. او به عنوان ملی‌پوش روسیه در دستهٔ ۵۴ کیلوگرم کشتی آزاد، در بازی‌های المپیک تابستانی ۲۰۰۰ سیدنی رقابت کرد.